# 阿龙·阿龙索赫恩
阿龙·阿龙索赫恩（希伯來語：‎；1876年—1919年5月15日），罗马尼亚出生的犹太农学家、植物学家、旅行家、实业家、犹太复国主义者。
阿龙索赫恩出生在羅馬尼亞，但是在奧斯曼治下的以色列度過了大部分人生。阿龙索赫恩最为人所知的是他发现了野生二粒小麥（因此他称之为小麦之父）。同時他成为了第一次世界大战期间为英国工作的犹太间谍组织尼利（Nili）的创始人和领导者，埃德蒙·艾伦比将军利用尼利向英国陆军提供的信息，绕过土耳其人在加沙的强大防御，对贝尔谢巴发动了一次突然袭击並取得大勝。
战后，哈伊姆·魏茨曼邀请他參加1919年的巴黎和会，但阿龙索赫恩在英吉利海峡上空的飞机失事中丧生，終年42歲。